# Batten (cràter)
Batten és un cràter d'impacte en el planeta Venus de 65 km de diàmetre. Porta el nom de Jean Batten (1909-1982), aviadora neozelandesa, i el seu nom va ser aprovat per la Unió Astronòmica Internacional el 2000.